# خزعبلات
الخزعبلات في اللغة هو الحديث المُسْتَظرفُ الذي يُضحك منه. ومفرده الخُزَعْبَلُ أي الباطل. والخُزَعْبِيلَة وهي الأُضْحُوكة. وتستخدم في القانون باعتبارها كل وسيلة من وسائل الخداع التي تقنع الضحية وتوهمها بوجود مشاريع لا أصل لها.
ورد ذكرها بالقانون التونسي بالفصل 291 من المجلة الجزائية.